# Pissodes
Pissodes là một chi weevil được miêu tả by Ernst Friedrich Germar in 1817.

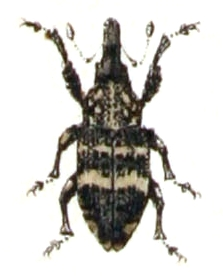
P. harcyniae

Các loài thuộc chi Pissodes bao gồm:
- Pissodes castaneus
- Pissodes gyllenhali
- Pissodes harcyniae
- Pissodes notatus
- Pissodes piceae
- Pissodes pini
- Pissodes piniphilus
- Pissodes scabricollis
- Pissodes strobi
- Pissodes validirostris

## Hình ảnh

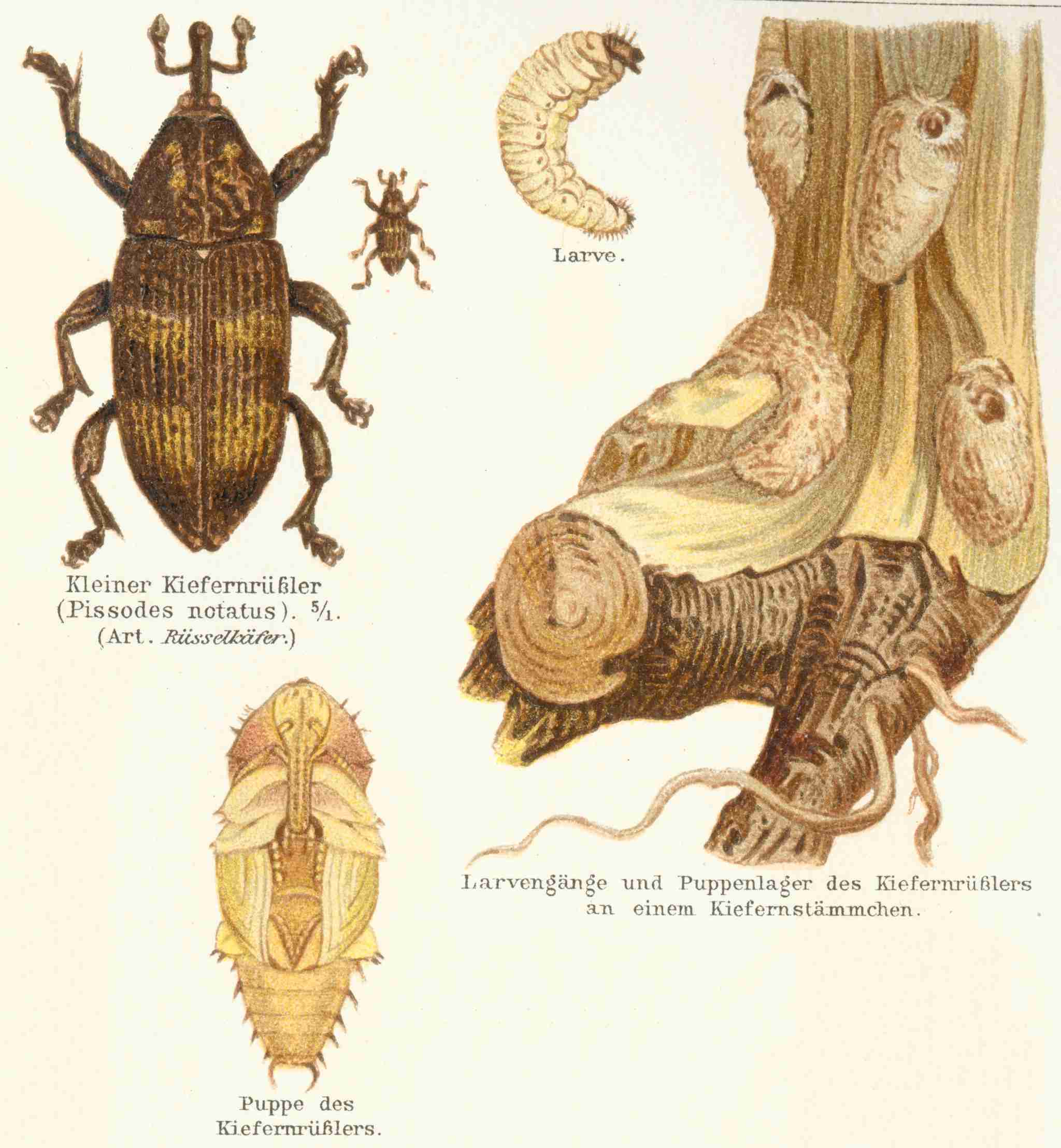
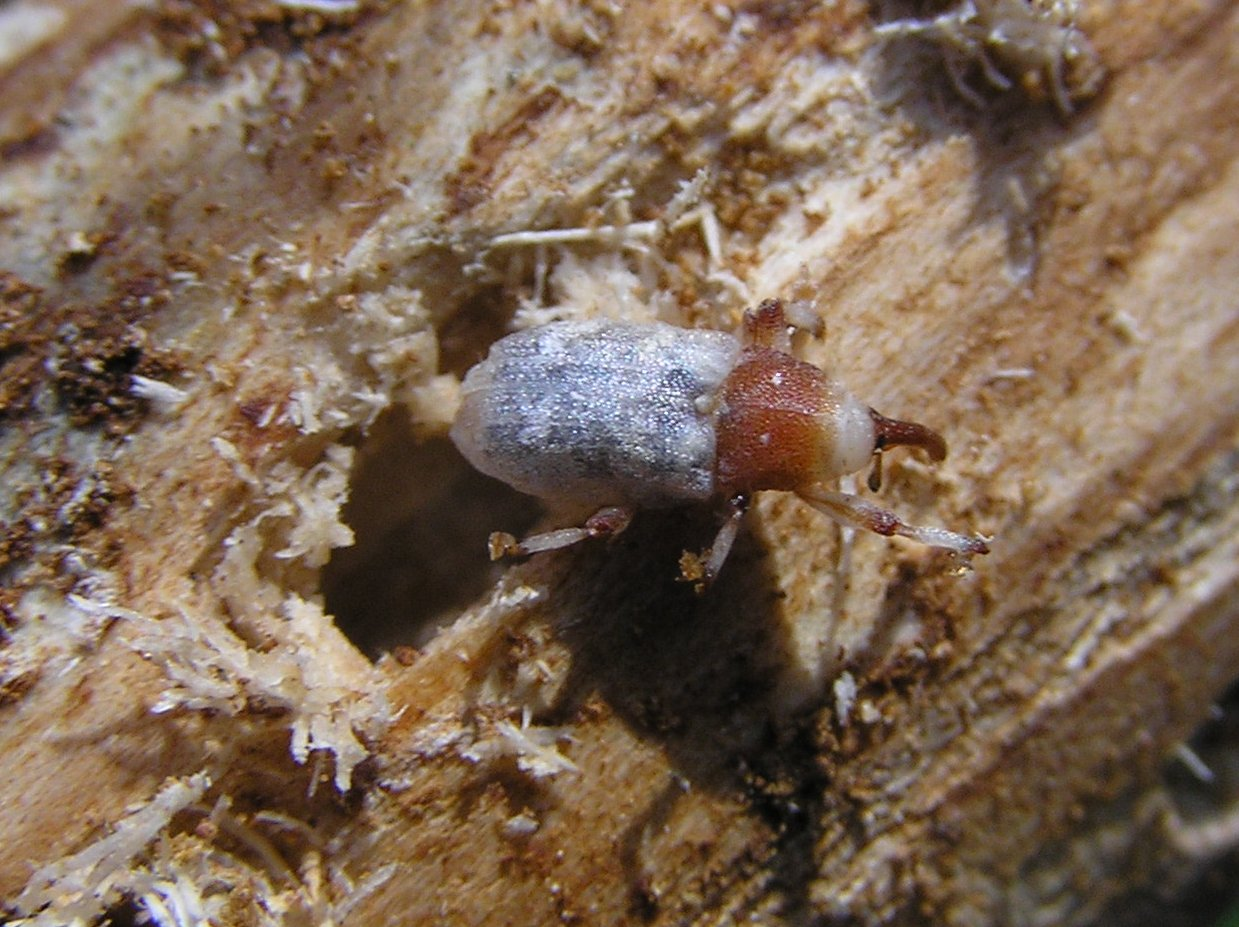
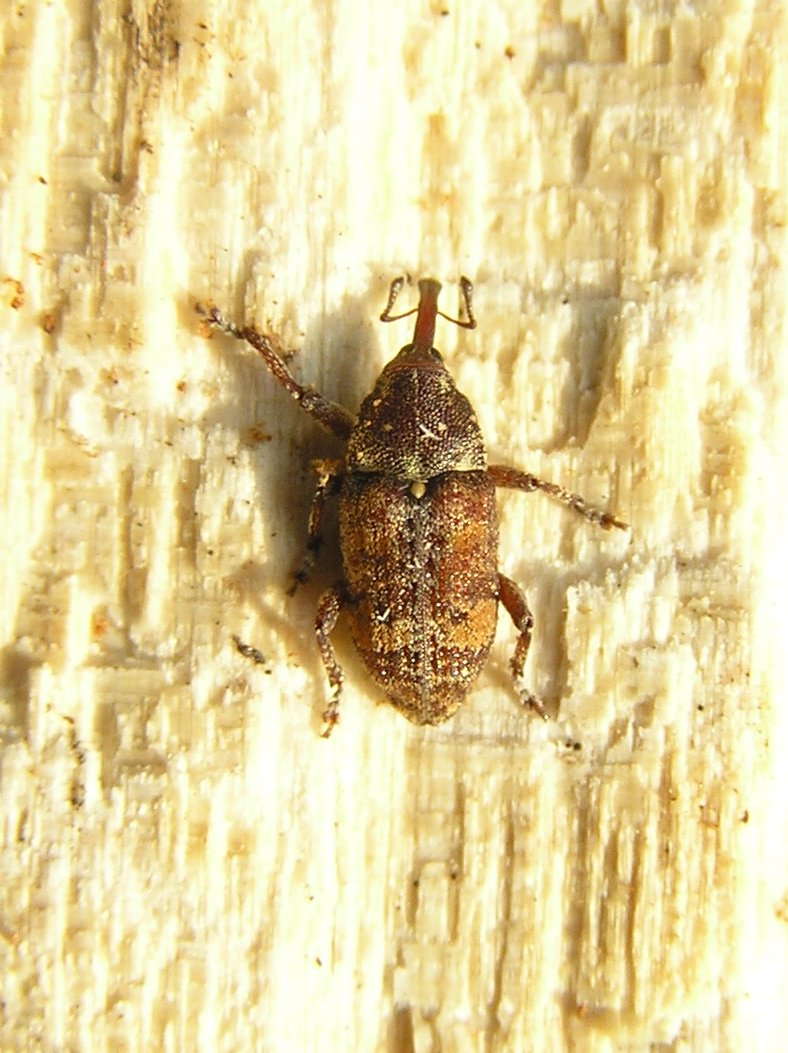
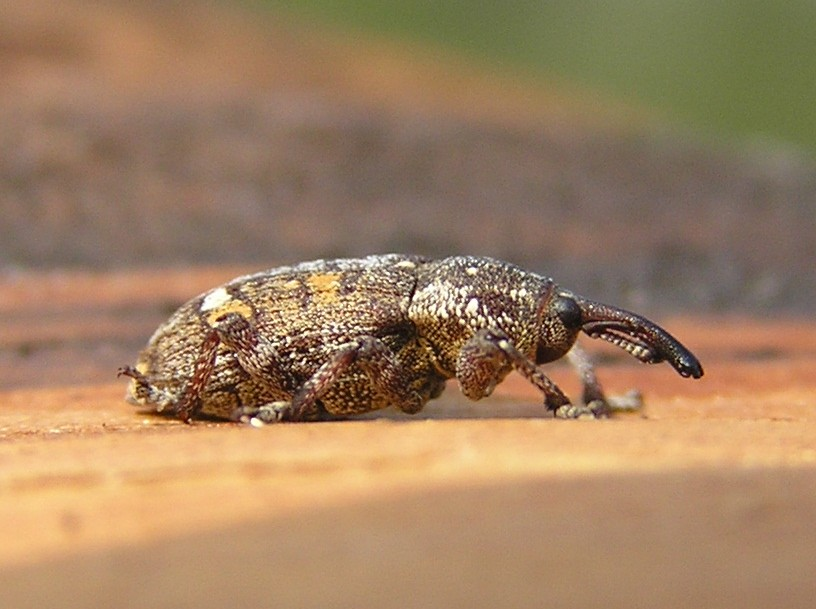